# Artemi Panarine
Pour les articles homonymes, voir Panarine.
Artemi Sergueïevitch Panarine — en russe Артемий Сергеевич Панарин et en anglais : Artemi Panarin — (né le 30 octobre 1991 à Korkino en URSS) est un joueur professionnel russe de hockey sur glace. Il évolue au poste d'attaquant avec les Rangers de New York.

## Biographie

### Carrière en club
En 2009, il débute avec son club formateur du Vitiaz Tchekhov dans la KHL. Le 11 janvier 2012, il est échangé aux Ak Bars Kazan en retour d'une compensation financière. En 2013, il rejoint le SKA Saint-Pétersbourg. Il remporte la Coupe Gagarine 2015 avec le SKA. Il part en Amérique du Nord en 2015. Il signe avec les Blackhawks de Chicago dans la Ligue nationale de hockey. Il s'adapte rapidement à son nouvel environnement notamment grâce à son compatriote Viktor Tikhonov, qui arrive également du SKA Saint-Pétersbourg . Il joue son premier match le 7 octobre 2015 face aux Rangers de New York et inscrit un but. Patrick Kane, Artiom Anissimov et Panarine jouent sur le même trio d'attaque.
Le 23 juin 2017, il est échangé aux Blue Jackets de Columbus avec Tyler Motte et un choix de 6e ronde pour le repêchage de 2017 en retour de Anton Forsberg, Brandon Saad et un choix de 5e ronde pour le repêchage de 2018.
Les Rangers de New York signent Artemi Panarine pour sept saisons avec un contrat d'une valeur de 81,5 millions de dollars soit 11,642 millions par saison.
Le 22 février 2021, Panarine annonce se retirer des activités des Rangers jusqu'à nouvel ordre à la suite des publications le concernant dans le quotidien Komsomolskaïa Pravda. Panarine est accusé par son ancien entraîneur du HK Vitiaz Andreï Nazarov d'avoir frappé une femme de 18 ans lors d'un déplacement à Riga en 2011. Nazarov prétend qu'une somme de 40 000 euros aurait permis de faire taire cette affaire. Nazarov déclare parler de l'incident, car il n'est pas d'accord avec les positions politiques de Panarine qui soutient Alexeï Navalny, un opposant du président russe Vladimir Poutine.
Le 11 février 2023, il inscrit quatre buts et une assistance lors d'une victoire 6-2 face aux Hurricanes de la Caroline.

### Carrière internationale
Il représente la Russie En équipe nationale. Il a participé aux sélections jeunes. Il prend part à la Super Serie Subway en 2010. Au cours du championnat du monde junior 2011, il inscrit un doublé dont le but de la victoire lors de la finale remportée 5-3 face au Canada après que la Sbornaïa ait été menée 3-0 à la fin du deuxième tiers-temps. Il honore sa première sélection senior avec la Russie A le 1er avril 2011 lors d'un match amical face à la Biélorussie. Il inscrit son premier but le 10 avril 2011 face à la Suisse.

## Statistiques

### En club
| Saison     | Équipe                   | Ligue      |     | Saison régulière | Saison régulière | Saison régulière | Saison régulière | Saison régulière |    | Séries éliminatoires | Séries éliminatoires | Séries éliminatoires | Séries éliminatoires | Séries éliminatoires |
| Saison     | Équipe                   | Ligue      | PJ  | B                | A                | Pts              | Pun              | PJ               | B  | A                    | Pts                  | Pun                  |                      |                      |
| 2008-2009  | Vitiaz Tchekhov          | KHL        | 5   | 0                | 1                | 1                | 2                |                  |    |                      |                      |                      |                      |                      |
| 2009-2010  | Vitiaz Tchekhov          | KHL        | 20  | 1                | 7                | 8                | 16               |                  |    |                      |                      |                      |                      |                      |
| 2009-2010  | Rousskie Vitiazi         | MHL        | 38  | 20               | 24               | 44               | 55               | 3                | 1  | 2                    | 3                    | 0                    |                      |                      |
| 2010-2011  | Vitiaz Tchekhov          | KHL        | 40  | 5                | 16               | 21               | 8                | -                | -  | -                    | -                    | -                    |                      |                      |
| 2010-2011  | Rousskie Vitiazi         | MHL        | 13  | 5                | 12               | 17               | 22               | -                | -  | -                    | -                    | -                    |                      |                      |
| 2011-2012  | Vitiaz Tchekhov          | KHL        | 38  | 12               | 14               | 26               | 49               | -                | -  | -                    | -                    | -                    |                      |                      |
| 2011-2012  | Ak Bars Kazan            | KHL        | 12  | 1                | 4                | 5                | 4                | 3                | 0  | 0                    | 0                    | 0                    |                      |                      |
| 2012-2013  | Vitiaz Tchekhov          | KHL        | 40  | 11               | 7                | 18               | 22               | -                | -  | -                    | -                    | -                    |                      |                      |
| 2012-2013  | SKA Saint-Pétersbourg    | KHL        | 3   | 0                | 1                | 1                | 2                | 14               | 2  | 7                    | 9                    | 0                    |                      |                      |
| 2013-2014  | SKA Saint-Pétersbourg    | KHL        | 51  | 20               | 20               | 40               | 30               | 4                | 0  | 0                    | 0                    | 2                    |                      |                      |
| 2014-2015  | SKA Saint-Pétersbourg    | KHL        | 56  | 26               | 36               | 62               | 37               | 20               | 5  | 15                   | 20                   | 4                    |                      |                      |
| 2015-2016  | Blackhawks de Chicago    | LNH        | 80  | 30               | 47               | 77               | 32               | 7                | 2  | 5                    | 7                    | 14                   |                      |                      |
| 2016-2017  | Blackhawks de Chicago    | LNH        | 82  | 31               | 43               | 74               | 21               | 4                | 0  | 1                    | 1                    | 0                    |                      |                      |
| 2017-2018  | Blue Jackets de Columbus | LNH        | 81  | 27               | 55               | 82               | 26               | 6                | 2  | 5                    | 7                    | 6                    |                      |                      |
| 2018-2019  | Blue Jackets de Columbus | LNH        | 79  | 28               | 59               | 87               | 23               | 10               | 5  | 6                    | 11                   | 0                    |                      |                      |
| 2019-2020  | Rangers de New York      | LNH        | 69  | 32               | 63               | 95               | 20               | 3                | 1  | 1                    | 2                    | 0                    |                      |                      |
| 2020-2021  | Rangers de New York      | LNH        | 42  | 17               | 41               | 58               | 6                | -                | -  | -                    | -                    | -                    |                      |                      |
| 2021-2022  | Rangers de New York      | LNH        | 75  | 22               | 74               | 96               | 18               | 20               | 6  | 10                   | 16                   | 8                    |                      |                      |
| 2022-2023  | Rangers de New York      | LNH        | 82  | 29               | 63               | 92               | 36               | 7                | 0  | 2                    | 2                    | 2                    |                      |                      |
| 2023-2024  | Rangers de New York      | LNH        | 82  | 49               | 71               | 120              | 24               | 16               | 5  | 10                   | 15                   | 4                    |                      |                      |
| Totaux LNH | Totaux LNH               | Totaux LNH | 672 | 265              | 516              | 781              | 206              | 73               | 21 | 40                   | 61                   | 34                   |                      |                      |

### En équipe nationale
| Année | Compétition                 |    | PJ | B  | A  | Pts | Pun | +/-                |  | Résultat |
| 2011  | Championnat du monde junior | 7  | 3  | 2  | 5  | 4   | +2  | Médaille d'or      |  |          |
| 2015  | Championnat du monde        | 10 | 5  | 5  | 10 | 4   | +4  | Médaille d'argent  |  |          |
| 2016  | Championnat du monde        | 10 | 6  | 9  | 15 | 4   | +9  | Médaille de bronze |  |          |
| 2016  | Coupe du monde              | 4  | 1  | 1  | 2  | 4   | +1  | Quatrième place    |  |          |
| 2017  | Championnat du monde        | 9  | 4  | 13 | 17 | 4   | +4  | Médaille de bronze |  |          |

## Trophées et honneurs personnels

### Championnats du monde
- 2017 : 
  - nommé meilleur attaquant
  - nommé dans l'équipe type
  - termine meilleur pointeur
  - termine meilleur passeur

### Ligue nationale de hockey
- 2015-2016 : 
  - sélectionné dans l'équipe d'étoiles des recrues
  - remporte le trophée Calder
  - remporte le trophée Kharlamov
- 2016-2017 : sélectionné dans la deuxième équipe d'étoiles[12]
- 2019-2020 :
  - participe au 65e Match des étoiles
  - sélectionné dans la première équipe d'étoiles
- 2022-2023 : 
  - participe au 67e Match des étoiles (2)
  - sélectionné dans la deuxième équipe d'étoiles (2)
- 2023-2024 : sélectionné dans la première équipe d'étoiles (2)